# Agatha (pièce de théâtre)
Pour les articles homonymes, voir Agatha.
Agatha est une pièce de théâtre de Marguerite Duras publiée en 1981 aux éditions de Minuit, et adaptée au cinéma la même année sous le titre Agatha et les Lectures illimitées.

## Argument
Un frère et une sœur se retrouvent avant le départ définitif de cette dernière. De retour dans leur maison d'enfance, ils évoquent leurs souvenirs liés à la naissance d'un amour incestueux.

## Éditions
- Marguerite Duras, Agatha, pièce de théâtre, Minuit, 1981.